# Burke Henry
Burke Henry (* 21. Januar 1979 in Ste. Rose du Lac, Manitoba) ist ein ehemaliger kanadischer Eishockeyspieler und -trainer, der im Verlauf seiner aktiven Karriere zwischen 1995 und 2014 unter anderem 39 Spiele für die Chicago Blackhawks in der National Hockey League (NHL) auf der Position des Verteidigers bestritten hat. Zudem absolvierte Henry weitere 383 Partien in der American Hockey League (AHL) und war darüber hinaus in der österreichischen Erste Bank Eishockey Liga (EBEL), finnischen SM-liiga und schwedischen Elitserien aktiv.

## Karriere
Burke Henry begann seine Karriere als Eishockeyspieler bei den Brandon Wheat Kings, für die er von 1995 bis 1999 in der kanadischen Juniorenliga Western Hockey League (WHL) aktiv war und mit denen er in der Saison 1995/96 den President’s Cup gewann. Auch er selbst konnte in der WHL überzeugen und wurde in den Jahren 1998 und 1999 in das First bzw. Second All-Star Team der Eastern Conference der WHL gewählt. Zudem war er in der Spielzeit 1997/98 der beste Vorbereiter und Topscorer aller Verteidiger ligaweit. Bereits im NHL Entry Draft 1997 war der Kanadier in der dritten Runde als insgesamt 73. Spieler von den New York Rangers aus der National Hockey League (NHL) ausgewählt worden. Für deren Farmteam, das Hartford Wolf Pack, spielte er von 1999 bis 2001 in der American Hockey League (AHL) und gewann mit ihm im Jahr 2000 den Calder Cup. Anschließend wurde er im Tausch gegen Chris St. Croix von den Rangers an die Calgary Flames abgegeben. Auch bei diesen stand er in der Saison 2001/02 ausschließlich für deren AHL-Kooperationspartner Saint John Flames auf dem Eis.
Von 2002 bis 2004 spielte Henry für die Norfolk Admirals in der AHL, wobei er in diesem Zeitraum parallel für deren Kooperationspartner, die Chicago Blackhawks, zu 39 Einsätzen in der NHL kam. Dort erzielte er zwei Tore und gab sechs Vorlagen. Daraufhin erhielt der Linksschütze einen Vertrag als Free Agent bei den Florida Panthers, für deren AHL-Farmteam San Antonio Rampage er in der Saison 2004/05 während des Lockouts in der NHL in 24 Spielen zwei Torvorlagen gab. Für den Rest der Spielzeit wurde er schließlich an den Ligarivalen Milwaukee Admirals ausgeliehen. Zur Saison 2005/06 wechselte er erstmals nach Europa, wo er einen Vertrag beim EC Red Bull Salzburg aus der österreichischen Erste Bank Eishockey Liga (EBEL) erhielt. In 56 Spielen gelangen ihm für die Salzburger 25 Scorerpunkte, darunter zehn Tore.
Für die Saison 2006/07 blieb der Kanadier in Europa und schloss sich dort Tappara Tampere aus der finnischen SM-liiga an. Bei den Finnen konnte er ebenfalls überzeugen und sich einen Stammplatz erkämpfen. Die folgende Spielzeit begann er beim Linköping HC in der schwedischen Elitserien, den er jedoch bereits nach nur neun Spielen wieder verließ, um für die folgenden eineinhalb Jahre für AAaB Ishockey in der dänischen AL-Bank Ligaen aufzulaufen. Die Saison 2009/10 begann der ehemalige NHL-Spieler bei den Flint Generals in der International Hockey League (IHL). Bereits nach einem Tor und drei Vorlagen in sieben Spielen entschied er sich zu einem Wechsel zum slowenischen Spitzenverein HDD Olimpija Ljubljana, für den er zwei Jahre in der EBEL sowie der Slovenska hokejska liga spielte und mit dem er in der Saison 2010/11 in der ersten Playoff-Runde an seinem Ex-Verein aus Salzburg scheiterte.
Danach pausierte der Abwehrspieler eine Saison, ehe er sich für die Spielzeit 2012/13 dem tschechischen EBEL-Teilnehmer Orli Znojmo anschloss. Seine letztes Spieljahr im Profieishockey verbrachte Burke beim japanischen Klub Nikkō IceBucks in der Asia League Ice Hockey (ALIH). Im Anschluss an sein Karriereende im Alter von 35 Jahren war er noch drei Jahre als Assistenztrainer bei den IceBucks tätig und unterstützte zudem bei der Weltmeisterschaft der Division IB 2017 den Trainerstab der japanischen Nationalmannschaft.

## Erfolge und Auszeichnungen
| - 1996 President’s-Cup-Gewinn mit den Brandon Wheat Kings - 1998 WHL East First All-Star Team - 1999 WHL East Second All-Star Team - 2000 Calder-Cup-Gewinn mit dem Hartford Wolf Pack | - 2006 EBEL-Vizemeister mit dem EC Red Bull Salzburg - 2010 Slowenischer Vizemeister mit dem HDD Olimpija Ljubljana - 2011 Slowenischer Vizemeister mit dem HDD Olimpija Ljubljana |

## Karrierestatistik
(Legende zur Spielerstatistik: Sp oder GP = absolvierte Spiele; T oder G = erzielte Tore; V oder A = erzielte Assists; Pkt oder Pts = erzielte Scorerpunkte; SM oder PIM = erhaltene Strafminuten; +/− = Plus/Minus-Bilanz; PP = erzielte Überzahltore; SH = erzielte Unterzahltore; GW = erzielte Siegtore; 1 Play-downs/Relegation; Kursiv: Statistik nicht vollständig)